# Derek Prince
Peter Derek Vaughan Prince (Bangalore, 14 de agosto de 1915 † Jerusalém, 24 de setembro de 2003) foi um teólogo internacional e pastor, cujo programa de rádio diário Derek Prince Legacy Radio (apresentado atualmente pelo autor Stephen Mansfield) é transmitido a metade da população mundial em várias línguas. Essas línguas incluem o inglês, árabe, espanhol, croata, russo, malgaxe, tonga, samoa e quatro dialetos chineses. Ele era provavelmente mais conhecido por seus ensinamentos sobre demônios e sionismo cristão. Ele era mais conhecido nos círculos pentecostais, embora seu ensino é claramente não-denominacional, um fato que tem sido enfatizado por seu ministério no mundo. Os Ministérios Derek Prince operam sob o lema: Alcançando os não alcançados e ensinando os não ensinados.

## Vida e conversão
Derek Prince nasceu na Índia, de pais britânicos, e foi educado em Eton College e King's College, em Cambridge. Ele era um estudioso de grego e latim, embora em Cambridge, ele tenha estudado somente Filosofia, especializando-se na lógica e estudando com Ludwig Wittgenstein. Sua dissertação de mestrado foi intitulado A Evolução do Método de Platão, de definição, e ele ganhou uma bolsa de estudo com a idade de apenas 24 anos.
Sob a influência do vice-reitor Charles Raven, prince recusou-se a portar armas na Segunda Guerra Mundial, e ao invés disso se juntou ao Royal Army Medical Corps (Corpo Médico do Exército Real). Ele foi colocado em Scarborough, para a formação, e ao mesmo tempo no quartel ele começou a ler a Bíblia (como uma auto-atribuição filosófica).
Consequentemente, em julho de 1941, Derek teve o que ele descreveu como uma "experiência sobrenatural", um encontro com Jesus. "Fora deste encontro", ele escreveu mais tarde:
"Eu formei duas conclusões: primeiro, que Jesus Cristo está vivo; em segundo lugar, que a Bíblia é um verdadeiro, e relevante, livro atualizado. Estas conclusões alteraram todo o curso da minha vida".
Durante os próximos três anos, ele foi despachado para o Norte da África, onde atuou no Egito, Sudão e Palestina, e continuou seus estudos bíblicos.
Derek Prince passou seus últimos dias em Jerusalém, na casa de seu amigo Eliyahu Ben-Haim. Faleceu aos 88 anos e foi sepultado em Alliance International Church Cemetery, Jerusalém em Israel.

## Livros publicados
Derek Prince publicou dúzias de livros em inglês. Alguns dos livros publicados em português são:
- A Escolha do Cônjuge
- A Primeira Milha
- A Troca Divina
- A Vontade de Deus para a Sua Vida
- Comprados com Sangue
- Casados para Sempre
- Defesa contra o Desânimo
- Orando pelas Autoridades
- Quem É o Espírito Santo?
- Vivendo pela Fé
- O Jejum
- Bênção e Maldição
- Expulsarão Demonios
- Os alicerces da fé cristã I, II, III
- Redescobrindo a igreja de Deus
- Graça ou Nada
- O Poder da Proclamação da Palavra
- A Cruz é crucial